# 初風 (エンジン)

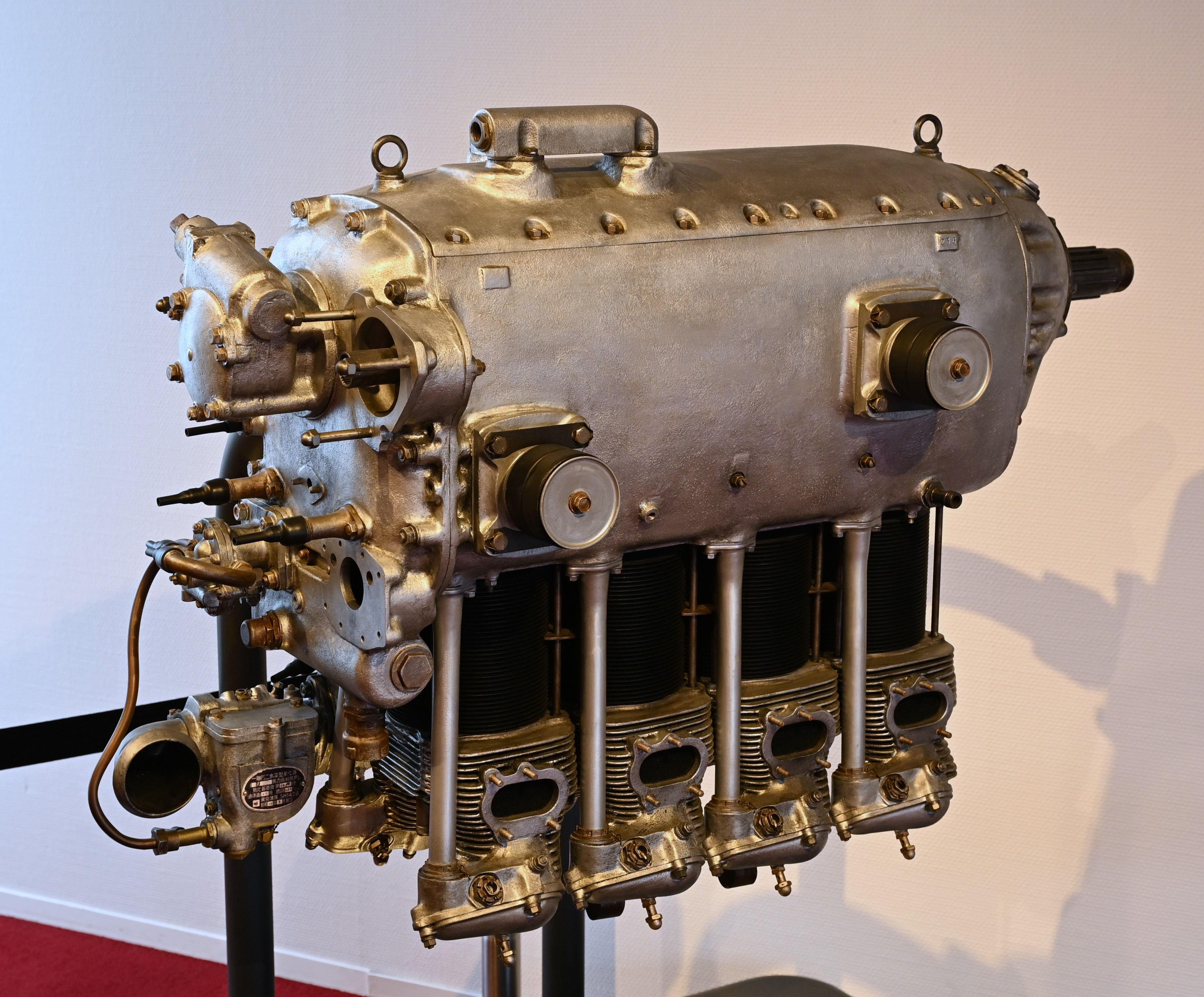
日野オートプラザに展示される初風のレプリカ

初風（はつかぜ）またはハ47は、第二次世界大戦時の日本の航空用エンジンである。

## 概要
本エンジンはドイツの練習機用小型エンジン「ヒルト HM 504A」を日本でライセンス生産する予定だったものが、ヒルト社設計の巧緻複雑さから、ライセンス生産を打診された日立航空機（1937年に開発着手した時点では東京瓦斯電気工業。通称「瓦斯電」）が、日本での製造運用に適合すべく設計に大変更を施した結果の産物で、ヒルトとは事実上、別物となった発動機である。
ヒルトHM504は、機体への搭載性を配慮した倒立式空冷直列4気筒という独特のレイアウトを採っていたが、クランクシャフトは高精度だが製作に技術力を要する組立式、ベアリング類は精密なローラーベアリングを多用するなど、航空用としては小型のエンジンながらも、ドイツの高度な工作技術を前提とした複雑な設計が用いられていた。この設計をそのまま日本で実現しようとすれば、やはりローラーベアリングを多用し高度精密加工されたダイムラー・ベンツ DB 601の国産化同様、極めて困難な事態が予想された。
このため瓦斯電では自社制作の練習機用エンジンにつき、ヒルトの空冷倒立直列4気筒レイアウトのみを踏襲、クランクシャフトは一般的な一体鍛造、ベアリング類も当時一般的なメタルによる平軸受で済ませるなど、日本での現実的な生産性・整備性に重点を置いた設計に改変した。しかし、動弁系はヒルトがシングルカムシャフトのOHVで浅いターンフロー燃焼室だったのに対し、より高度なツインカムOHVと半球型燃焼室によるクロスフローレイアウトを採用して吸排気・燃焼効率を向上、なおかつ低オクタンガソリンでも問題なく運用できるよう図った。更に倒立エンジンで問題になりがちな潤滑システムは、ドライサンプ方式を導入して万全を期した。これらの手堅い手法で性能確保に努めた結果、結果的にはヒルトに比してわずかな重量・体積増で、これに比肩しうるスペックの信頼性あるエンジンを完成させた。
海軍名称は「初風一一型」または「GK4A」、陸軍名称は「ハ47」で、陸海軍統合名称は「ハ11-11型」である。
製造は日立航空機・日産自動車。
本エンジンは大量生産され、主にビュッカーBü 131 ユングマンのライセンス国産版である、海軍の二式陸上初歩練習機「紅葉」（K9W1）と陸軍の四式基本練習機（キ86）に搭載された。
また少数ではあるが、陸軍の東京航空製全木製単葉複座練習機 キ107と日本国際航空工業製の全木製単葉単座特殊攻撃機 タ号にも搭載された。
他に、初風は桜花22型の搭載エンジンであるツ11モータージェットの圧縮機を駆動した。

## 性能諸元
- 形式： 空冷倒立直列4気筒
- ボア×ストローク： 105 mm×125 mm  [4]
- 排気量： 4.3 L
- 全長： 957 mm
- 全幅： 505 mm
- 全高： 726 mm
- 乾燥重量： 104 kg
- 出力： 110 hp（82 kW）/2,450 rpm（離昇）、105 hp/2400 rpm（公称）

## 関連
- 航空用エンジンの一覧
  - 天風